# Folmer Rubæk
Folmer Rubæk Hansen (født 20. april 1940 i Svendborg, død 8. august 2016 i København) var en dansk skuespiller.
Rubæk blev uddannet fra Aalborg Teater i 1966. Han var oprindelig læreruddannet og senere sanguddannet med efterfølgende studieture til bl.a. München og Wien. I sidstnævnte by fik han mulighed for at synge roller i flere forskellige operaer. Herudover har han optrådt på bl.a. Svalegangen, Det ny Scala, Gladsaxe Teater, Hvidovre Teater, Folketeatret, Fiolteatret, Bellevue Teatret, Amager Scenen, Aarhus Teater, Odense Teater og Østre Gasværk Teater. I tv har man kunnet se ham i roller i serierne Bryggeren, TAXA, Strisser på Samsø og Krøniken ligesom han har medvirket i tv-julekalenderne Jul i Gammelby, Torvet, Brødrene Mortensens Jul og Jul på Kronborg.
Grundet Rubæks glade og smittende humør var han blandt sine kollegaer kendt som Folmer Folkekær.[kilde mangler]

## Filmografi

### Film
| År   | Titel                           | Rolle                       | Noter |
| ---- | ------------------------------- | --------------------------- | ----- |
| 1967 | Den røde kappe                  | Helvin                      |       |
| 1967 | Brødrene på Uglegården          | Peter Gevær                 |       |
| 1967 | Nyhavns glade gutter            | Sanger i Nyhavn             |       |
| 1967 | Mig og min lillebror            | Hippie foran Christiansborg |       |
| 1968 | Dyrlægens plejebørn             | Niels                       |       |
| 1976 | Kassen stemmer                  | Slagter                     |       |
| 1978 | Slægten                         | Rasmus                      |       |
| 1979 | Krigernes børn                  | Axel                        |       |
| 1981 | Olsen-banden over alle bjerge   |                             |       |
| 1982 | Thorvald og Linda               | Laurids                     |       |
| 1993 | Sort høst                       | Folketingsmand              |       |
| 1994 | Min fynske barndom              | Korporal                    |       |
| 1994 | Vildbassen                      | Bondemand                   |       |
| 1995 | Kun en pige                     | Bestyrelsesformand          |       |
| 1997 | Ørnens øje                      | Stormand                    |       |
| 1997 | Sunes familie                   | Læge                        |       |
| 2012 | Lærkevej - Til døden os skiller | Gammel mand                 |       |

### Tv-serier
- Sæson for Liza (1969), afsnit 1, 2 – Strandløve
- Sæson for Liza (1969), afsnit 4 – Jetpilot
- Søndage med Karl og Gudrun (1974) – ?
- Krigsdøtre (1981), afsnit 3 – Eigil
- Rejseholdet (1983), afsnit 1 – Edvard Brinke
- Kaj Munk (1986), afsnit 1 – Lærer
- Jeg vil ønske for dig (1995), afsnit 6 – Gæst
- Bryggeren (1996), afsnit 10 – Murermester
- Kaos i opgangen (1997) – Arne Østergård
- Strisser på Samsø (1997-98), afsnit 1-12 – Taxa-Ejvind
- TAXA (1998), afsnit 27 – Ven
- Hotellet (2002), afsnit 52 – Birmann
- Krøniken (2004), afsnit 13 – Weber
- Anna Pihl (2008), afsnit 25 – Holger

### Julekalendere
- Jul i Gammelby (1979) – Brygger Lassen
- Torvet (1981) – ?
- Cirkus Julius (1988) – Fætter Anton
- Krummernes Jul (1996) – Greve
- Brødrene Mortensens Jul (1998) – Ejendomsinspektør
- Jul på Kronborg (2000) – Julemand